# 紫色 (2023年电影)
《紫色姐妹花》（英語：The Color Purple）是2023年上映的美国成长题材歌舞時代劇電影，改编自衍生自愛麗絲·華克1982年出版小说《紫色姐妹花》的同名音乐剧，是继斯蒂芬·斯皮尔伯格执导1985年同名电影后，第二部改编自该小说的电影。电影由闪电战巴扎乌勒执导，斯皮尔伯格、昆西·琼斯，以及舞台剧版制作人斯科特·桑德斯和奧花·雲費制片，其中奧花·雲費在舞台剧中饰演主角索菲亚。演员阵容包括塔拉吉·P·漢森、丹妮埃拉·布鲁克斯、科尔曼·多明戈、柯瑞·霍金斯、H.E.R.、海莉·貝莉、菲莉希娅·珀尔·姆帕西和范塔茜娅·巴里诺，当中除汉森外，其中都是舞台剧的原班人马。电影首映礼于2023年11月20日在伦敦举行，2023年12月25日耶誕節在美国上映，由华纳兄弟影业发行。

## 梗概
故事发生在20世纪初的美国南部，讲述一名非裔妇女毕生的艰难经历。

## 演员
- 范塔茜娅·巴里诺（英语：Fantasia (singer)） 饰 西莉亚·哈里斯-约翰逊（Celie Harris-Johnson）
  - 菲莉希娅·珀尔·姆帕西（Phylicia Pearl Mpasi）饰 青年西莉亚
- 塔拉吉·P·漢森 饰 舒格·艾弗里（Shug Avery）
- 丹妮尔·布鲁克斯 饰 索菲娅（Sofia）
- 科尔曼·多明戈 饰 阿尔伯特·“先生”·约翰逊（Albert "Mister" Johnson）
- 柯瑞·霍金斯 饰 哈珀·约翰逊（Harpo Johnson）
- H.E.R.（英语：H.E.R.） 饰 吱吱 / 玛丽·安格斯（Squeak / Mary Agnes）
- 席亞拉 饰 内蒂·哈里斯（Nettie Harris）
  - 海莉·貝莉 饰 青年内蒂
- 安潔紐·艾莉絲 饰 妈妈
- 乔恩·巴蒂斯特（英语：Jon Batiste） 饰 格拉迪（Grady）
- 小路易斯·格塞特 饰 老先生约翰逊（Ol' Mister Johnson）
- 大卫·艾伦·格里尔（英语：David Alan Grier） 饰 塞缪尔·艾弗里牧师（Rev. Samuel Avery）
- 德翁·科尔（英语：Deon Cole） 饰 阿方索（Alfonso）
- 塔梅拉·J·曼（英语：Tamela J. Mann） 饰 第一夫人
- 斯蒂芬·希尔（Stephen Hill）饰 亨利·“巴斯特”·布罗德纳克斯（Henry "Buster" Broadnax）
- 伊丽莎白·马维尔（英语：Elizabeth Marvel） 饰 米莉小姐（Miss Millie）

## 制作

### 开发
2018年11月，消息指华纳兄弟影业和安培林娱乐将制作一部改编自小说《紫色姐妹花》衍生舞台剧的电影，是该小说于1985年被改编成同名电影后，第二次被改编成电影。电影由奧花·雲費、斯蒂芬·斯皮尔伯格、斯科特·桑德斯和昆西·琼斯担任制片人。2020年8月，消息指马库斯·加德利将担任编剧，曾执导过《黑人为王》的闪电战巴扎乌勒担任导演。
雲費赞扬将巴扎乌勒选为导演的决定，她和其他制片人看过了巴扎乌勒执导的《科乔的葬礼》，大家都“对巴扎乌勒作为导演的独特视野感到震撼，都想看看他如何将这个深受喜爱的故事的下一步发展变为现实”。消息指愛麗絲·華克、丽贝卡·沃克、克里斯蒂·马科斯科·克里格、卡拉·加迪尼（Carla Gardini）和玛拉·雅各布斯（Mara Jacobs）将担任执行制片人。

### 选角
2021年8月，柯瑞·霍金斯宣布出任主角。同月，歌手H.E.R.宣布参演，本书是她的表演处女作。2022年2月，塔拉吉·P·漢森、范塔茜娅·巴里诺、丹妮埃拉·布鲁克斯、科尔曼·多明戈和海莉·貝莉宣布加盟，其中巴里诺和布鲁克斯是音乐剧版的原班人马。2022年3月，小路易斯·格塞特、大卫·艾伦·格里尔、塔梅拉·J·曼、菲莉希娅·珀尔·姆帕西、德翁·科尔、斯蒂芬·希尔和席亞拉加盟剧组。2022年4月，安潔紐·艾莉絲、伊丽莎白·马维尔和乔恩·巴蒂斯特加盟。

### 摄制
摄制工作于2022年3月16日在乔治亚州杰基尔岛启动，取景地包括浮木海滩（Driftwood Beach），3月25日结束。官方于2022年7月正式宣布杀青。

### 配乐
电影配乐由席依達·蓋瑞特、布伦达·拉塞尔和斯蒂芬·布雷创作，其中布雷接任已故的阿利·威利斯。
据“百老汇世界”报道，影片不是对舞台剧的直接复制粘贴，还包括了原著小说及1985年版电影的元素，包括电影版中舒格·艾弗里演唱的歌曲〈Miss Celie’s Blues (Sister)〉。而舞台剧版中的13首歌不会在电影中出现，包括〈Somebody Gonna Love You〉〈Our Prayer〉〈Big Dog〉〈Dear God - Sofia〉〈Brown Betty〉〈Uh-Oh〉〈African Homeland〉〈Celie's Curse〉〈Any Little Thing〉〈What About Love (Reprise)〉〈That Fine Mister〉〈A Tree Named Sofia〉〈All We Got to Say〉。而在舞台剧中没有出现、在1985年版电影中出现的〈She Be Mine〉则保留。

## 原声带
2023年11月27日，华纳唱片、水塔音乐和伽马唱片公布了电影原声带制作人及演唱者名单。原声带由昆西·琼斯、拉里·杰克逊（Larry Jackson）和斯科特·桑德斯担任执行制作人，收录艾莉西亚·凯斯、亚瑟小子、玛丽·布莱姬、梅根·西·斯塔莉安、珍妮佛·哈德遜、凯西亚·科尔、乔哈·史密斯、可可·琼斯、玛丽·玛丽、米西·埃利奥特等人的作品，以及片中演员海莉·貝莉、H.E.R、范塔茜娅和席亞拉的歌曲。此外还包括百老汇音乐剧曲目，例如〈She Be Mine〉〈Shug Avery Comin' to Town〉，以及一些为电影原创的音乐。
美国唱片制作与词曲创作二人组Nova Wav也参与制作，与莫滕·瑞斯托普和海莉·貝莉共同原创歌曲〈Keep It Movin〉，由贝莉和菲莉希娅·珀尔·姆帕西演唱。该曲于2023年11月11日发布。2023年11月27日，由艾莉西亚·凯斯创作演唱的歌曲《Lifeline》作为专辑第二支原创单曲发布。全碟于2023年12月15日由水塔音乐发行。另一张收录电影配乐的专辑则于2023年12月25日，也就是电影正式上映当天发行，该碟由克里斯·鲍尔斯创作。

## 发行
电影全球首映礼于2023年11月20日在伦敦举行，2023年12月25日在院线公映。电影原本定档2023年12月20日，后来延至12月25日，为《水行俠 失落王國》让位。

## 獎項
其他獎項請見《紫色》獲獎與提名列表。
| 年份 | 頒獎典禮           | 獎項       | 入圍者          | 結果 |
| ---- | ------------------ | ---------- | --------------- | ---- |
| 2024 | 第96屆奧斯卡金像獎 | 最佳女配角 | 丹妮爾·布魯克斯 | 提名 |